# Gai Senti
|  | Per a altres significats, vegeu «Gai Senti Saturní». |

Gai Senti Saturní (en llatí Caius Sentius Saturninus) va ser un magistrat i militar romà dels segles II i I aC. Formava part de la gens Sèntia, una gens romana d'origen plebeu.
Va ser propretor romà de Macedònia durant la guerra social a principis de l'any 90 aC, i va mantenir el càrrec probablement algun temps després.
Va derrotar els tracis que havien envaït la seva província amb un gran exèrcit manats pel rei Sotim (Sothimus). El temps exacta durant el qual va governar Macedònia és incert però no va poder ser nomenat abans del 92 aC i encara governava el 88 aC, si el que diu l'Epítom de Titus Livi és cert. Els autors antics l'anomenen només Gai Senti, i el cognom Saturní li va ser donat posteriorment però no hi ha seguretat que el portés.